# Adelchi Bianchi
Adelchi Bianchi (* 1918 in Rom; † 1968 ebenda) war ein italienischer Kameramann und Filmregisseur.

## Leben
Bianchi arbeitete als Kameramann für zahlreiche Kurzfilme der 1940er und 1950er Jahre, oftmals für Edmondo Cancellieri. Er inszenierte vier Filme selbst, die jedoch wenig Beachtung fanden; den ersten, Bellezze a Capri 1951, den letzten, einen Italowestern, 1967. Diese Filme produzierte oder schrieb er teilweise selbst.

## Filmografie
- 1951: Bellezze a Capri (& Produktion)
- 1952: Gli amanti del passato (& Drehbuch)
- 1958: Und den Henker im Nacken (Vite perdute) (Ko-Regie, & Drehbuch)
- 1967: Buccaroo – Galgenvögel zwitschern nicht (Buckaroo)